# Yan Maranhão
Yan Maranhão, pseudonimo di Yan Lincon Farias de Sousa (13 settembre 2002), è un calciatore brasiliano, attaccante del Moreirense.

## Carriera

### Club
Cresciuto nel settore giovanile dell'Atl. Goianiense, ha debuttato in prima squadra il 25 gennaio 2020 nell'incontro di Copa Verde vinto 5-1 contro il Sinop. Nei mesi successivi è stato ceduto in prestito a Penarol-AM, Portuguesa (L), União Rondonópolis, Grêmio Anápolis ed Inhumas.
Nel 2023 ha firmato con il Maguary-PE, ma poco dopo è stato prestato al Cuiabá dove ha militato per alcuni mesi nella formazione Under-20. Nel mese di settembre ha firmato un contratto con il Santa Helena, e sei mesi più tardi ha fatto ritorno all'União Rondonópolis.
Nell'estate del 2023 ha firmato un contratto con i portoghesi dell'Anadia dove si è messo in mostra segnando 10 reti in 14 incontri nella prima metà di stagione in Terceira Liga, la terza divisione locale. Il 2 febbraio 2025 è stato acqusitato dalla Moreirense, club della prima divisione portoghese.

### Nazionale
Ha giocato nella nazionale brasiliana Under-23.

## Statistiche

### Presenze e reti nei club
Statistiche aggiornate al 18 aprile 2025.
| Stagione        | Squadra            | Campionato      | Campionato | Campionato | Coppe nazionali | Coppe nazionali | Coppe nazionali | Coppe continentali | Coppe continentali | Coppe continentali | Altre coppe | Altre coppe | Altre coppe | Totale | Totale | Totale |
| Stagione        | Squadra            | Comp            | Pres       | Reti       | Comp            | Pres            | Reti            | Comp               | Pres               | Reti               | Comp        | Pres        | Reti        | Pres   | Reti   |        |
| --------------- | ------------------ | --------------- | ---------- | ---------- | --------------- | --------------- | --------------- | ------------------ | ------------------ | ------------------ | ----------- | ----------- | ----------- | ------ | ------ | ------ |
| 2020            | Atl. Goianiense    | PD/GO+A         | 1+0        | 0          | CB              | 0               | 0               | -                  | -                  | -                  | CV          | 1           | 0           | 2      | 0      |        |
| 2021            | Penarol-AM         | D               | 5          | 1          | -               | -               | -               | -                  | -                  | -                  | -           | -           | -           | 5      | 1      |        |
| 2022            | União Rondonópolis | PD/MT           | 11         | 4          | -               | -               | -               | -                  | -                  | -                  | -           | -           | -           | 11     | 4      |        |
| 2022            | Grêmio Anápolis    | D               | 10         | 1          | -               | -               | -               | -                  | -                  | -                  | -           | -           | -           | 10     | 1      |        |
| 2022            | Inhumas            | SD/GO           | 13         | 4          | -               | -               | -               | -                  | -                  | -                  | -           | -           | -           | 13     | 4      |        |
| 2023            | Maguary-PE         | A1/PE           | 7          | 0          | -               | -               | -               | -                  | -                  | -                  | -           | -           | -           | 7      | 0      |        |
| 2023            | Santa Helena       | SD/GO           | 6          | 1          | -               | -               | -               | -                  | -                  | -                  | -           | -           | -           | 6      | 1      |        |
| 2024            | União Rondonópolis | PD/MT+D         | 9+2        | 2+0        | CB              | 1               | 1               | -                  | -                  | -                  | CV          | 2           | 0           | 14     | 3      |        |
| 2024-gen. 2025  | Anadia             | TL              | 14         | 10         | CP              | 1               | 1               | -                  | -                  | -                  | -           | -           | -           | 15     | 11     |        |
| gen.-giu. 2025  | Moreirense         | PL              | 4          | 1          | CP+CdL          | 0               | 0               | -                  | -                  | -                  | -           | -           | -           | 4      | 1      |        |
| Totale carriera | Totale carriera    | Totale carriera | 82         | 24         |                 | 2               | 2               |                    | -                  | -                  |             | 3           | 0           | 87     | 26     |        |

## Palmarès

### Club

#### Competizioni statali
- Campionato Goiano: 1

Atl. Goianiense: 2020